# Stichorkis distans
Stichorkis distans là một loài thực vật có hoa trong họ Lan. Loài này được (C.B.Clarke) Marg., Szlach. & Kulak mô tả khoa học đầu tiên năm 2008.